# Asolo
Asolo (en véneto Áxol) es un municipio de 9.056 habitantes en la región del Véneto (norte de Italia). Es conocida como «La perla de la provincia de Treviso», y también como «La ciudad de los cien horizontes» por sus paisajes montañosos.

## Historia
La ciudad fue en origen un asentamiento de los vénetos, y fue mencionada como Acelum en las obras de Plinio. 
A principios de la Edad Media estaba bajo la jurisdicción de los obispos de Treviso y una posesión de la familia Ezzelino.
Más tarde Asolo fue la capital, y sede de la corte, del feudo de Asolo, cuyo gobierno fue entregado por la República de Venecia (a la que pertenecía) a Caterina Cornaro, la anterior Reina de Chipre. Este feudo se le concedió de forma vitalicia en 1489, pero en 1509 cuando la Liga de Cambrai conquistó y saqueó Asolo, Caterina huyó al exilio y murió en Venecia un año después. Bajo su reinado, el pintor Gentile Bellini y el humanista cardenal Pietro Bembo formaban parte de la corte. 
El teatro personal de Caterina fue remodelado hacia 1798 según el gustó rococó, pero no subsiste en su lugar original pues más tarde fue adquirido por el magnate Ringling (del famoso circo Ringling). El escenario, palcos y demás elementos del local fueron desmontados y transportados en barco hasta Sarasota, Florida, donde fueron montados de nuevo en el Museo Ringling impulsado por el citado empresario. El Teatro Asolo se mantiene allí todavía, donde disfruta de un renacimiento de representaciones teatrales.
La ciudad también albergó al poeta inglés Robert Browning, la actriz Eleonora Duse, la exploradora Freya Stark, la violinista Wilma Neruda y el compositor Gian Francesco Malipiero.

## Lugares de interés
- Restos de un anfiteatro (en la Villa Freya) y de un acueducto.
- Rocca (castillo, finales del siglo XII-principios del siglo XIII).
- El Castillo de Caterina Cornaro, hoy sede del teatro Eleonora Duse.
- Palazzo della Ragione, uno de los antiguos palazzos della Ragione hoy sede del museo municipal.
- La Catedral, construida en 1747. En el interior está el retablo de la Assunta obra de Lorenzo Lotto.

En lo alto de la ciudad hay un monasterio convertido que actualmente alberga una universidad: CIMBA (Consorcio Internacional para la Dirección y Análisis de los Negocios). Estudiantes de todo el mundo acuden a Asolo mientras estudian su máster en administración de empresas (MBA). CIMBA tiene un campus para estudiantes universitarios en Paderno del Grappa.

## Evolución demográfica
| Gráfica de evolución demográfica de Asolo entre 1861 y 2001 |
|                                                             |
| Fuente ISTAT - elaboración gráfica de Wikipedia             |